# Ejército Imperial Ruso
El Ejército Imperial Ruso (en ruso: Русская императорская армия) fue el ejército de tierra del Imperio ruso, activo desde 1721 a 1917. A mediados de la década de 1850, contaba con 938 731 efectivos regulares y 245 850 irregulares (principalmente cosacos).

## Historia

### Precursores: Regimientos de Nuevo Orden

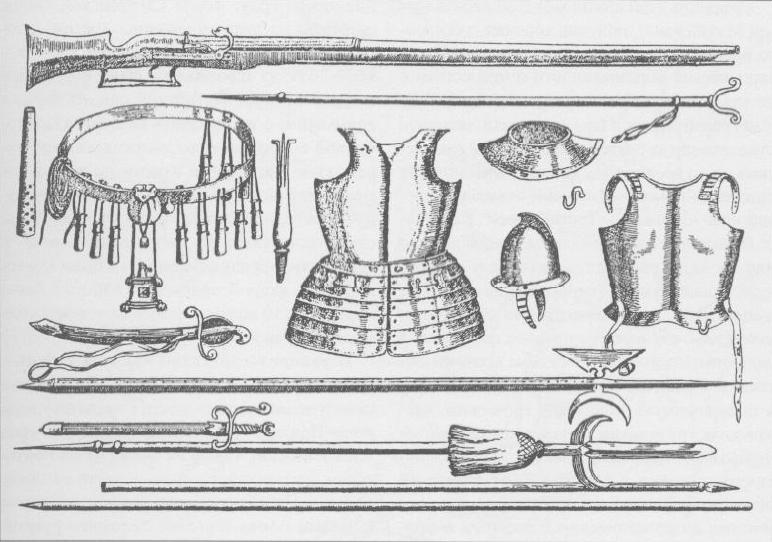
Equipo y armamento de los Regimientos de Nuevo Orden, en el manual Uchéniye i jítrost rátnogo stroiéniya pejótnyj liudéi (Учение и хитрость ратного строения пехотных людей), 1647.

Los zares rusos anteriores a Pedro I mantenían un cuerpo hereditario de arcabuceros profesionales (streltsí en ruso). Fueron reclutados originalmente por el zar Iván IV. De ser una fuerza efectiva, pasaron gradualmente a ser poco fiables e indisciplinados. En tiempos de guerra, el ejército se aumentaba con campesinos.
"Regimientos de nuevo orden", o "regimientos de orden extranjero" ("Полки новогоoроя" o "Полки иноземного строя", Polkí nóvogo (inozémnogo) stroya), fue el término ruso usado para describir las unidades militares formadas en el Imperio en el siglo XVII de acuerdo a los estándares de Europa Occidental. Había varios tipos de regimiento, como regulares, dragones y reiters. En 1631, los rusos crearon dos regimientos regulares en Moscú. Durante la Guerra ruso-polaca 1632-1634, en tiempos del zar Alejo I se crearon seis regimientos regulares más, un regimiento reiter y uno de dragones. Inicialmente, reclutaban a hijos de boyardos sin tierras y streltsí, voluntarios, cosacos y otros. Los oficiales al mando eran mayoritariamente extranjeros. Tras la guerra contra la Mancomunidad de Polonia-Lituania, los regimientos fueron disueltos. Durante otra guerra ruso-polaca, se crearon de nuevo y se convirtieron en la fuerza principal del ejército ruso. A menudo, los regimientos de dragones y regulares eran cubiertos con personas que firmaban un servicio militar vitalicio (datochnye liudi). Los reiter eran cubiertos con gentry e hijos de boyardos con pocas tierras o sin ellas y eran pagados con dinero o tierras por su servicio. Más de la mitad de los comandantes eran representantes de la gentry. En tiempos de paz, algunos de los regimientos se disolvían.
En 1681 había 33 regimientos regulares (61.000 hombres) y 25 regimientos de dragon y reiter (29.000 hombres). A finales del siglo XVII los regimientos de nuevo orden representaban más de la mitad del Ejército ruso y a principios del siglo XVIII fueron utilizados como base del ejército regular. Esta situación se dio tras la disolución en 1698 de la mayoría de regimientos de streltsí por su revuelta.

### Introducción del servicio militar por Pedro I

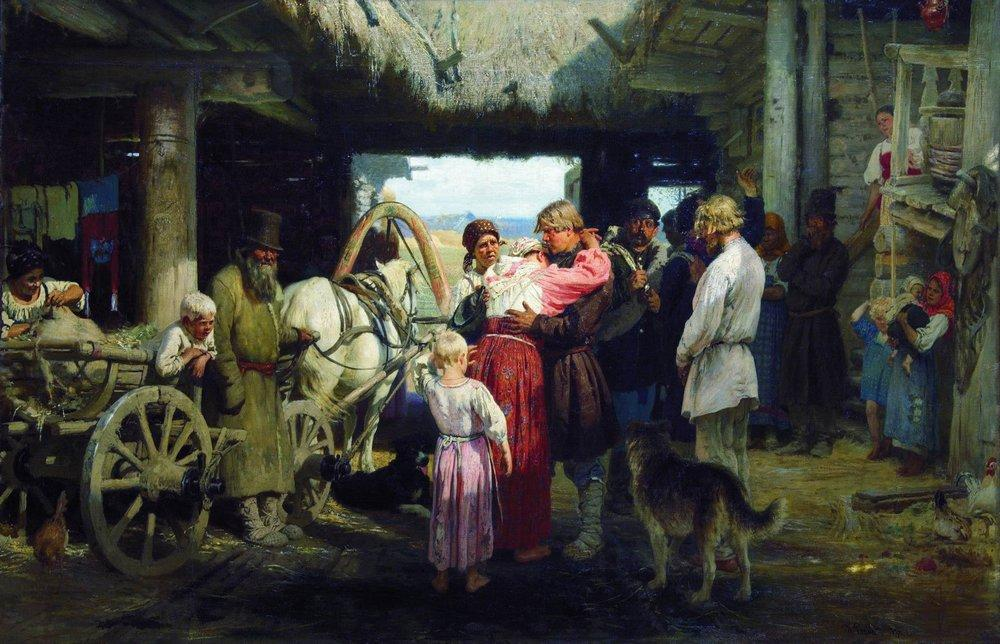
La despedida de un recluta por Iliá Repin, 1879.

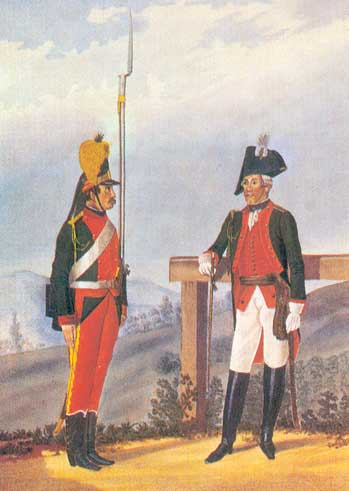
Infantería de finales del.

El servicio militar fue introducido en el Imperio ruso por Pedro I el Grande en diciembre de 1699, de cara a la guerra con Suecia, aunque existen referencias de que su padre también lo usó. Los soldados eran llamados reclutas (no debe ser confundido con el reclutamiento voluntario, que no aparecería hasta el siglo XX). Se realizaba un modelo de instrucción que imitaba el de los regimientos Preobrazhenski y Semiónovski. El servicio militar en el siglo XVIII era vitalicio, pasó de 25 años en 1793, a 20 años más 5 en la reserva en 1834, y a 12 años más 3 en la reserva en 1855.
Pedro creó un ejército según el modelo prusiano, pero con una nueva característica: los oficiales no venían necesariamente de la nobleza. Los comunes con talento podían promocionar e incluso conseguir de ese modo un título nobiliario asociado a un determinado rango militar (este tipo de promociones fueron abolidas en tiempos de Catalina II. En un principio se acudió también a contratar militares extranjeros (desde 1702, en 1705 se restringieron los criterios de admisión) y se nombró comandantes a amigos de Pedro en sus pruebas con el Ejército de juguete de Pedro el Grande. Tras la derrota en Narva, se hizo hincapié en la preparación de los mandos. La recluta de campesinos y ciudadanos urbanos se basaba en un sistema de cuota, que inicialmente tenía en cuenta el número de hogares, pero más tarde pasó a tener en cuenta la cantidad de población.
Por iniciativa de Pedro se reformó la artillería, adaptándose los calibres de las piezas y se unificándose los tipos construidos. Se introducen los armones, las miras, los lienzos para las cargas de pólvora, los convoyes militares de tracción caballar (furshtat), así como las primeras unidades de artillería ecuestre.
A principios del siglo XVIII se crearon las primeras academias militares para la formación de oficiales, la Escuela de Matemáticas y Navegación de Moscú (1701), la Escuela de Artillería (1714) y dos Escuelas de Ingeniería (1712 y 1719).
El rearme del ejército según los estándares occidentales se considera acabado en 1709, antes de la batalla de Poltava. Se cambiaron también los uniformes. Se dotó a la infantería de mosquetes de ánima lisa con bayoneta, espadas, puñales y granadas; a los dragones se les dotó con carabinas, pistolas y palash. Los oficiales llevaban además partesanas y alabardas que servían más de gala que como armas de combate.
En 1719 se instituyó el Colegio de Guerra.

### Segunda mitad delsigloXVIII
En la segunda mitad del siglo XVIII en la infantería se crearon regimientos de jäger y en la caballería regimientos de coraceros y húsares. El armamento cambió a mosquetes modelo de 1753. Aleksandr Suvórov jugó un papel muy importante en la preparación del ejército en esta época, con sus campañas en Crimea, el Cáucaso, en la guerra ruso-turca de 1787-1792, aplacando la insurrección de Kościuszko y en la Guerra de la Segunda Coalición. En 1757 se incorporó un nuevo tipo de pieza de artillería, el obús Edinorog ("Unicornio"), que empezaron a usarse ese mismo año por orden del mariscal de campo Piotr Shuválov.
En 1762 Pedro III dispuso por el Manifiesto sobre la libertad de la nobleza que los nobles eran libres del servicio civil y militar obligatorio de 25 años, libres de dimitir y podían salir al extranjero. En 1763 se creó el Estado Mayor. Desde 1774 los reclutamientos fueron anuales.

### Primera mitad delsigloXIX- Guerras Napoleónicas
Para el desarrollo del conflicto militar, véase Guerras Napoleónicas.

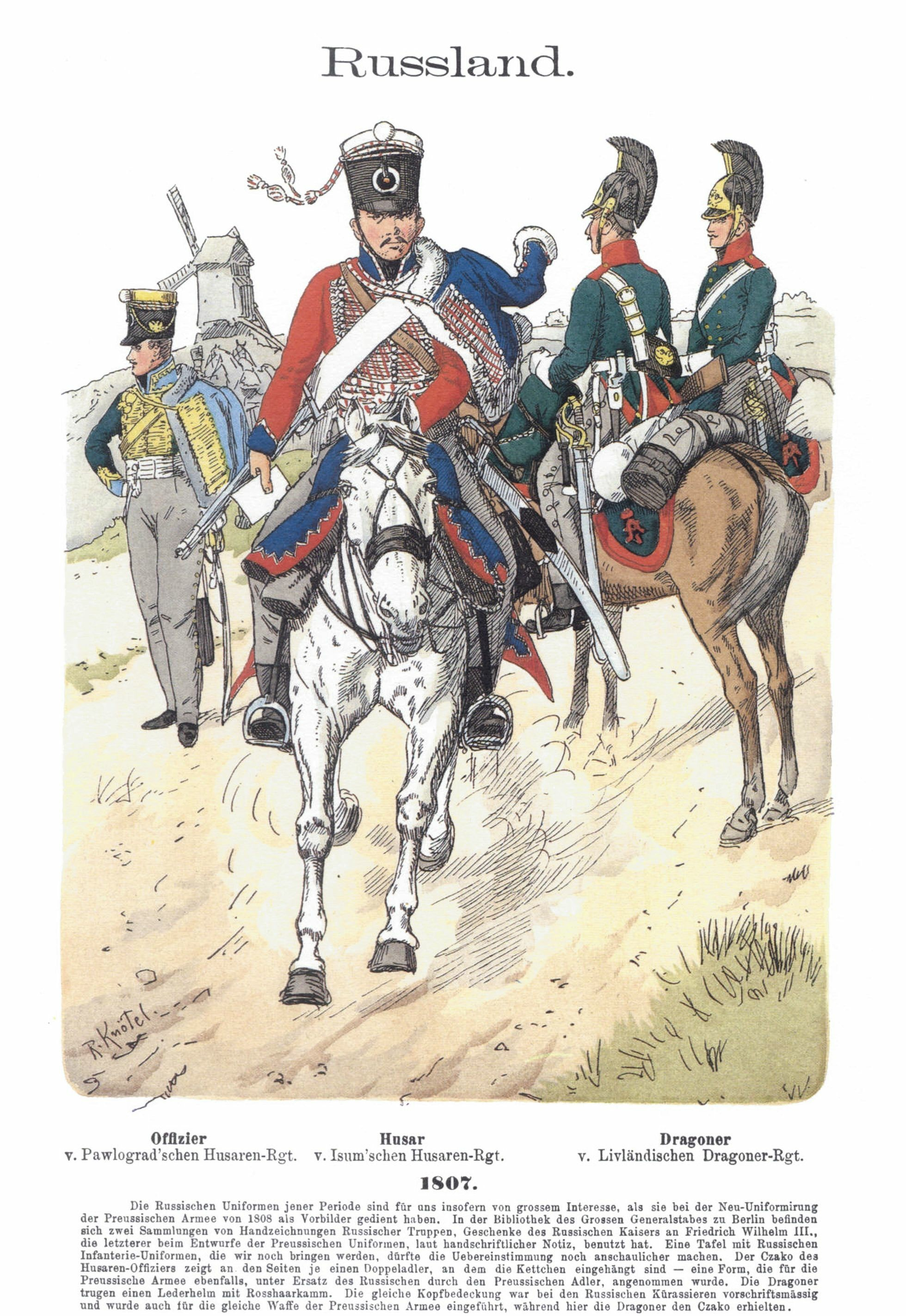
Dragones y Húsares rusos en 1807.

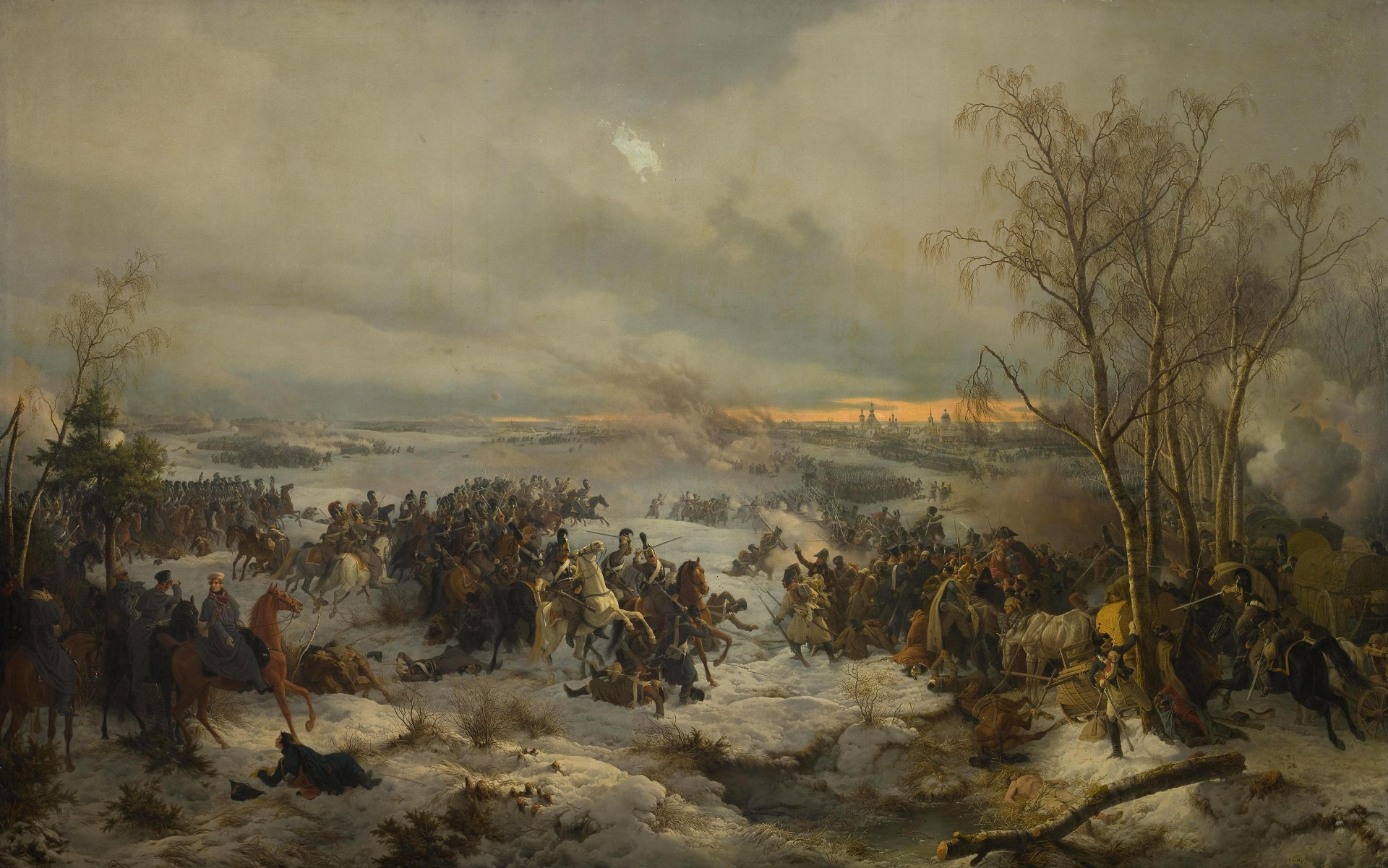
Batalla de Krasnoi, Peter von Hess, sobre la batalla homónima en la invasión napoleónica de Rusia.

El Ministerio de Guerra del Imperio Ruso fue instituido en 1802. En 1805 se introdujo en el ejército ruso las piezas de artillería con sistema Gribeauval, creado por el ingeniero y oficial de artillería del ejército francés Jean-Baptiste Vaquette de Gribeauval. El fusil de chispa modelo de 1809 con ánima de siete estrías sustituyó ese año al modelo de 1753 como fusil de la infantería.
En 1810 se crearon los primeros Cuerpos de ejército y, a iniciativa de Alekséi Arakchéyev se crearon las primeras colonias militares, aprobándose al año siguiente un nuevo reglamento para la infantería.
A principios de 1812 se reforman los mandos de campo del ejército, así como el Estado Mayor. En 1832 se crea la Escuela Militar del Estado Mayor. En 1853 el ejército contaba con nueve cuerpos de ejército de infantería y dos de caballería, con 28 mil oficiales y 911 mil soldados y grados inferiores en su ejército regular y 3500 oficiales y 250 000 soldados y grados menores en el irregular.

### Segunda mitad delsigloXIX

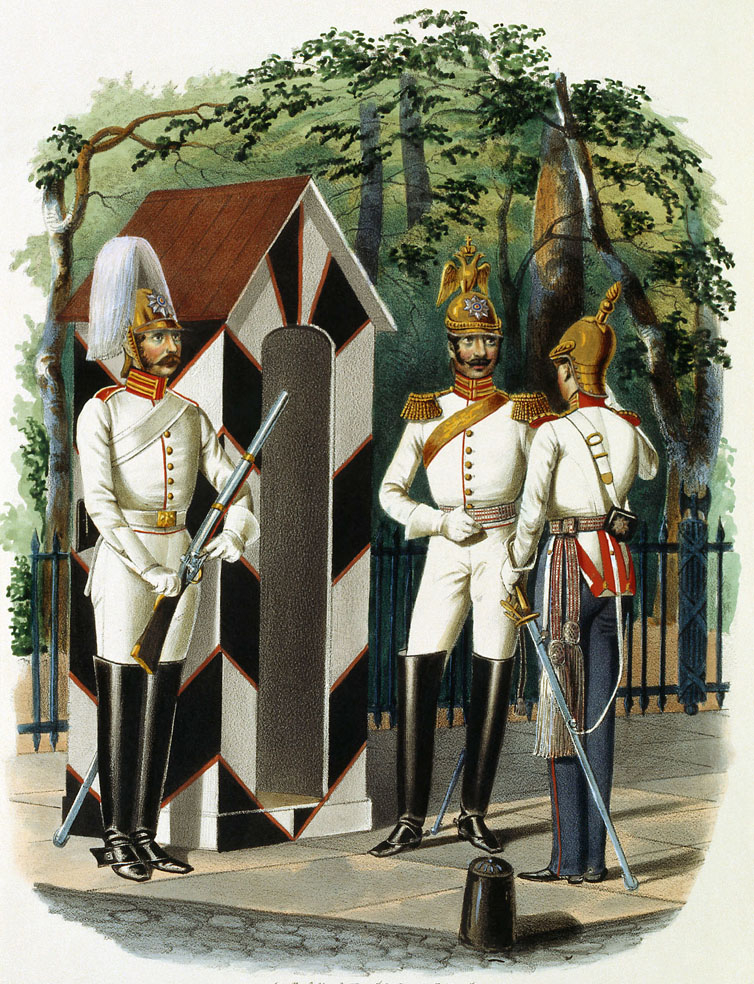
Uniforme del Regimiento de Caballería de la Guardia Lieib, mediados del.

Tras la derrota en la Guerra de Crimea, durante el reinado de Alejandro II, el ministro de guerra, el conde Dimitri Miliutin (en el cargo en 1861-1881), introdujo reformas militares, como la introducción del sistema de levas y la creación de distritos militares en el país. En 1867 se empezó a utilizar el cañón de 9" con sistema de Nikolái Maievski. En 1868 se eligió como nuevo fusil del ejército al fusil Berdan diseñado para el ejército ruso por el estadounidense Hiram Berdan y en 1870 un segundo modelo del mismo fusil. Al año siguiente se dotó a los soldados de revólveres S&W Modelo 3.
Como parte de las reformas de Miliutin, el zar aprobó el 1 de enero de 1874 un estatuto de reclutamiento que hacía el servicio militar obligatorio para todos los hombres mayores de 20 años, reduciéndose el tiempo de servicio a seis años con nueve en la reserva (en la flota eran siete años de servicio activo). La norma no afectaba a los cosacos, a los pueblos de Transcaucasia ni a los de Asia Central y Siberia. Este reclutamiento creó un gran grupo de reservistas experimentados que estarían preparados para movilizarse en caso de guerra, permitiendo al Imperio ruso mantener un ejército más pequeño en tiempos de paz. El sistema de educación militar también fue reformado, poniendo a disposición de los levados la educación elemental.
En 1876 se creó el primer batallón ferroviario, al que seguirían dos más al año siguiente, que precederían la formación de un cuerpo de ejército ferroviario.
En 1891 se incorporó al ejército el fusil Mosin-Nagant.

### Principios delsigloXX- Primera Guerra Mundial, Revoluciones
- Para panoramas generales sobre los principales acontecimientos, véase Guerra ruso-japonesa, Primera Guerra Mundial, Revolución de Febrero y Revolución de Octubre.

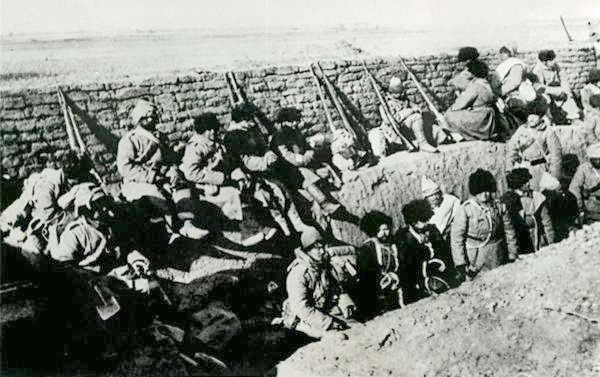
Soldados rusos en trincheras, guerra ruso-japonesa.

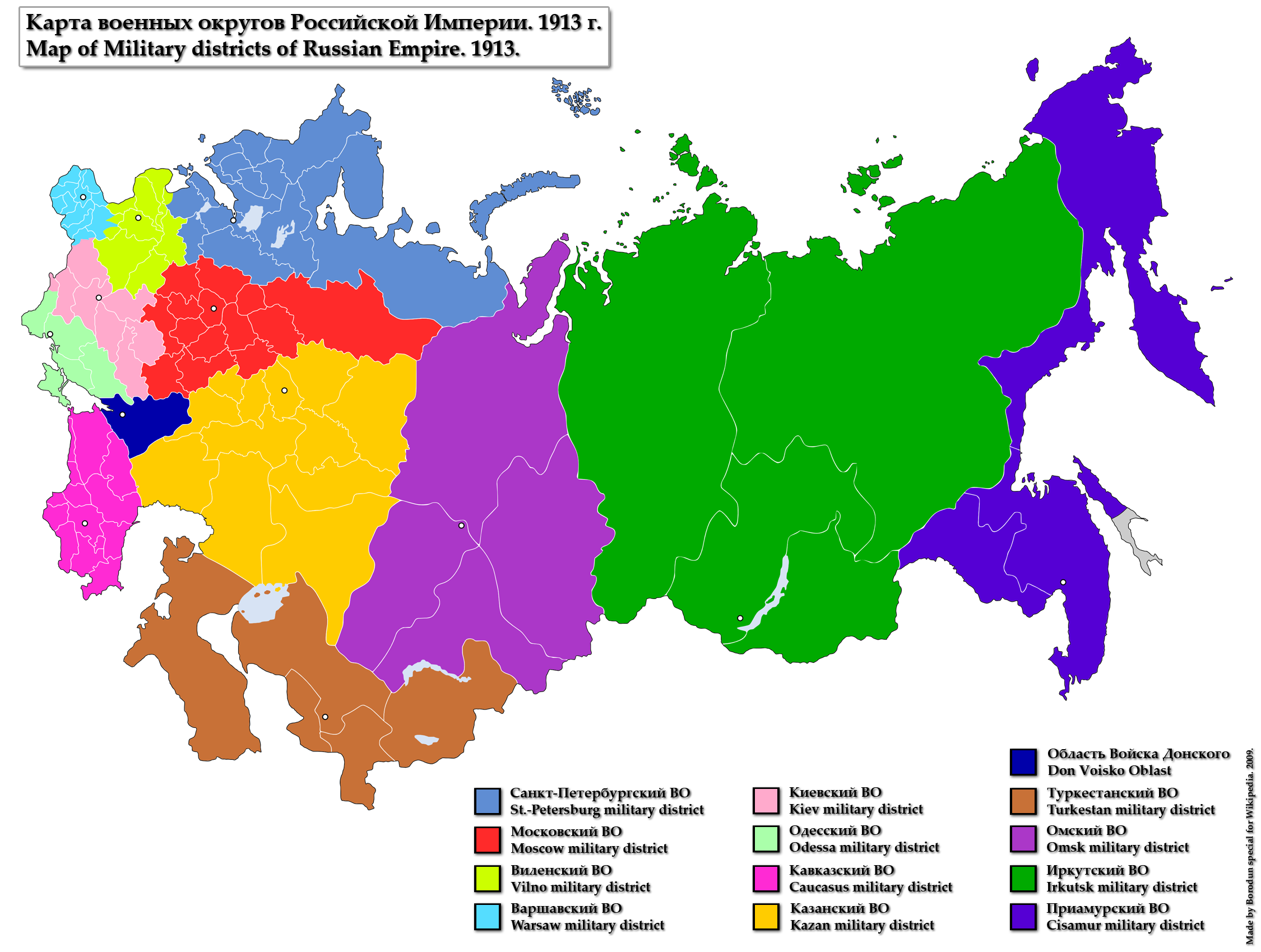
Distritos militares del Imperio ruso en 1913.

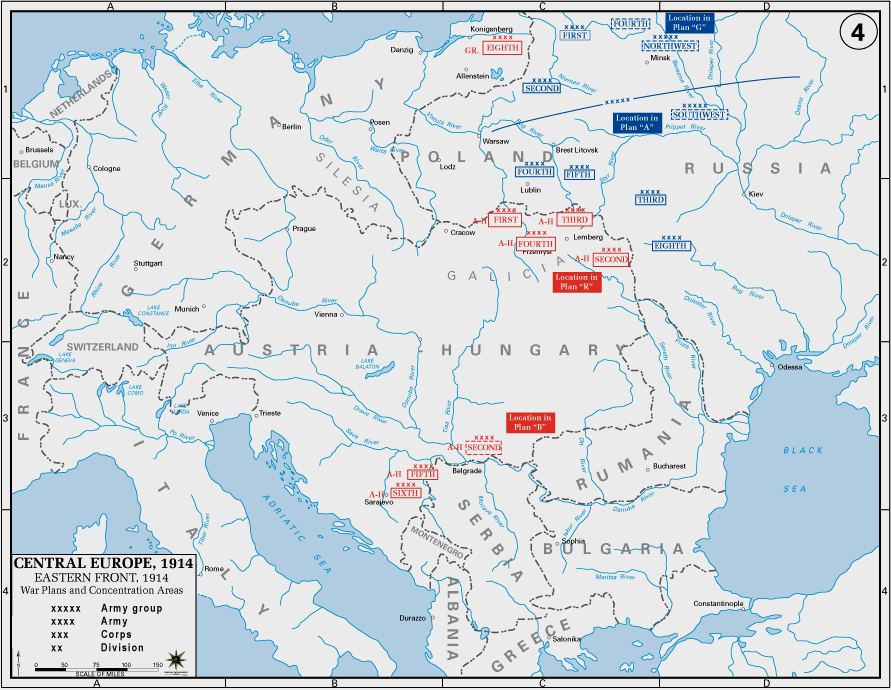
El Frente Oriental en 1914.

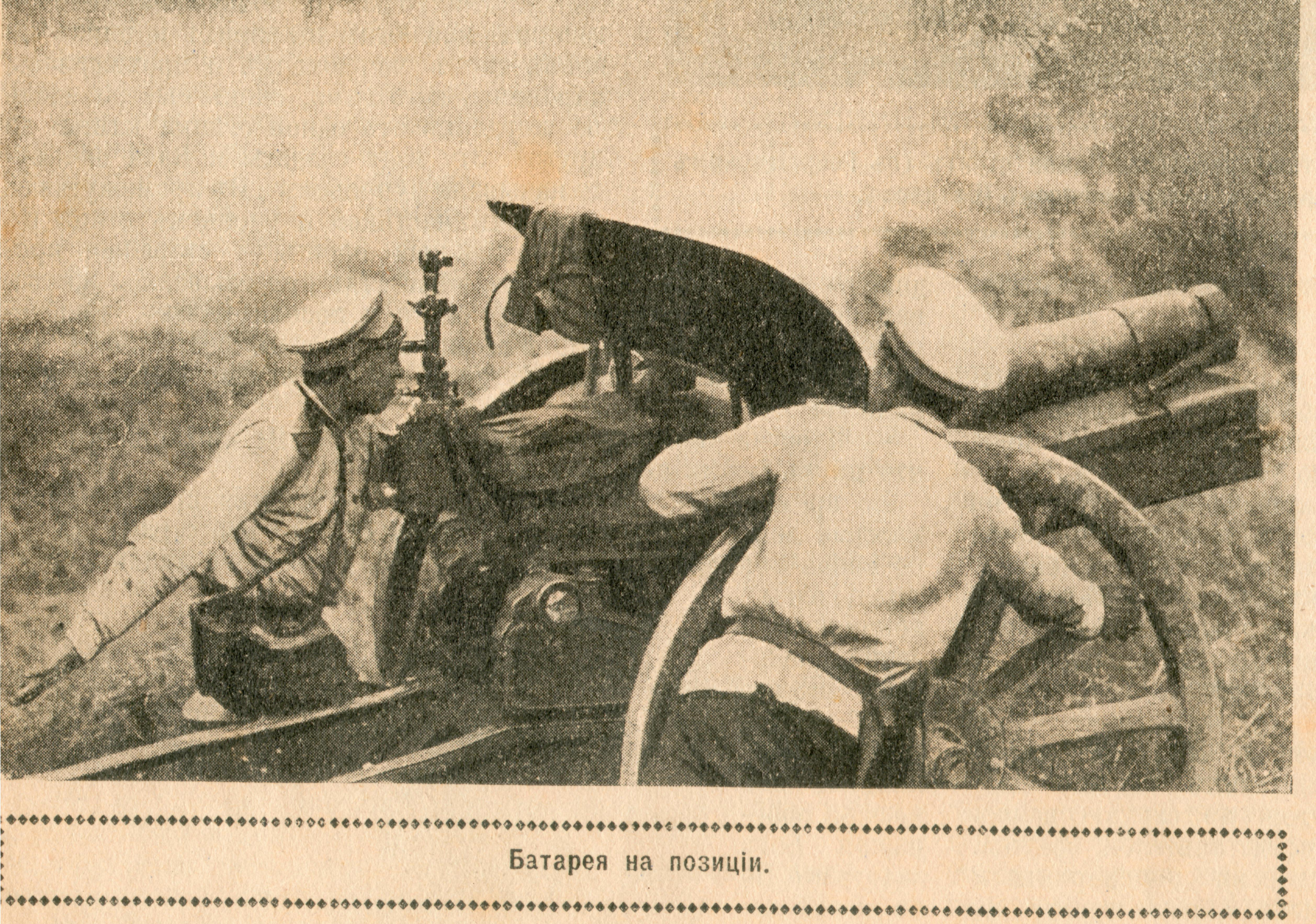
Artillería rusa en el Frente Alemán con un obús ruso M1909 122 mm.

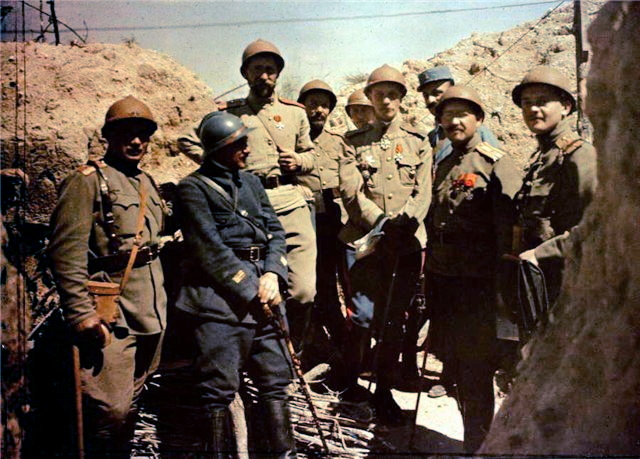
Cuerpo expedicionario ruso en Francia, 1916.

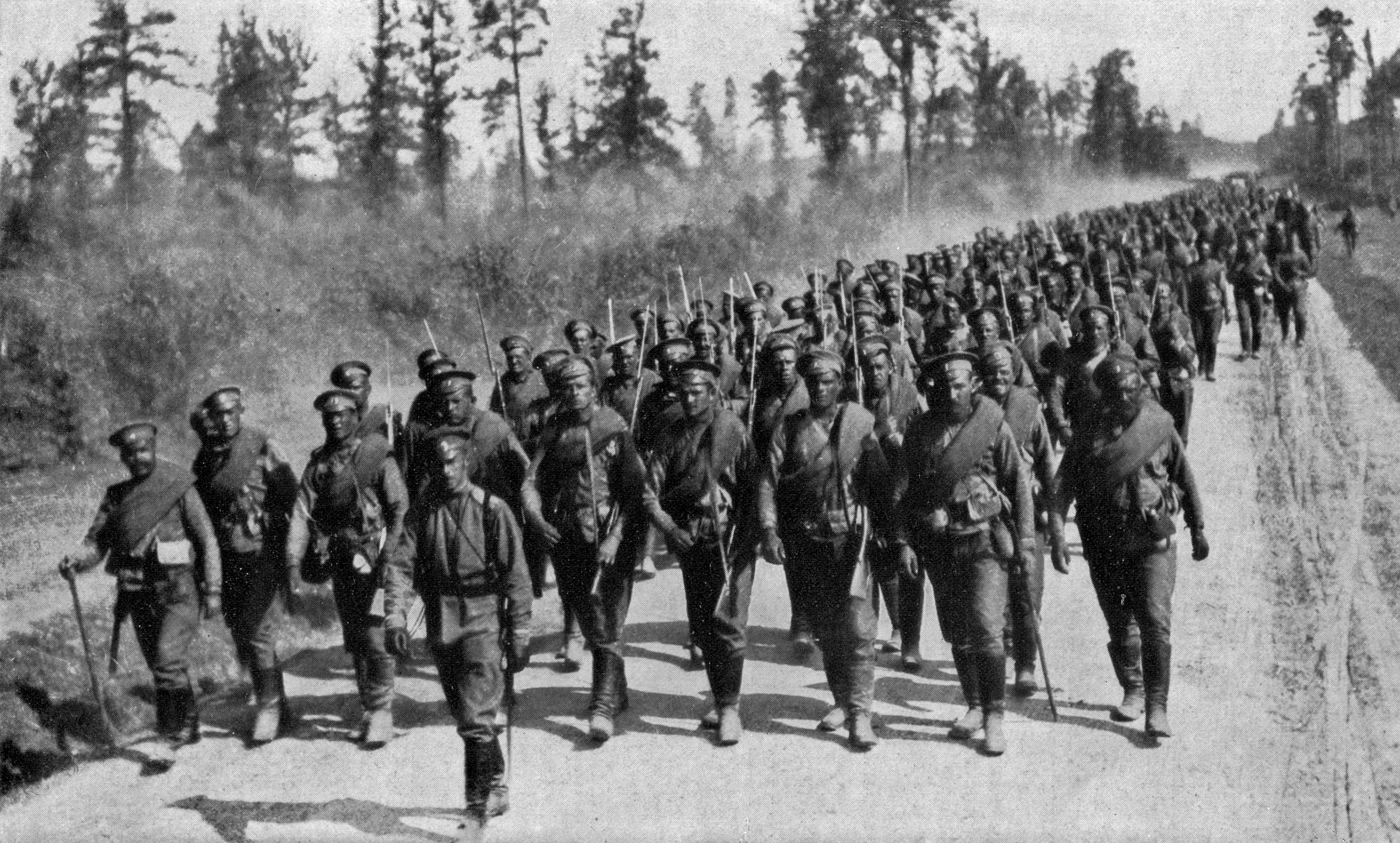
Refuerzos de Infantería rusa marchando para el frente, 1917.

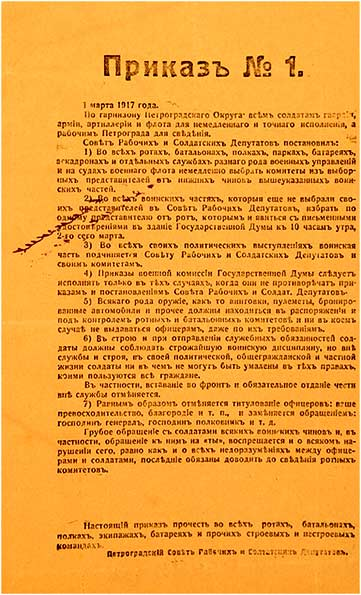
Orden número 1 del Sóviet de Petrogrado.

En los primeros años el siglo XX la unidad de organización básica de las fuerzas armadas era el cuerpo que comprendía una división de caballería y tres de infantería, y a cada división de infantería se le agragaba en tiempo de guerra un regimiento de caballería cosaca.
A principios del siglo XX en el territorio del Imperio Ruso había doce distritos militares. A la cabeza de cada uno había un comandante de ejército. Como posibles reclutas se consideraban a los varones de entre 21 y 43 años de edad. Los pueblos del Cáucaso, Asia Central y Siberia compensaban su no participación al ejército con el pago de un impuesto. Se crearon regimientos ecuestres que encuadraban a los jinetes de los pueblos del Cáucaso que se quisieran inscribir.
En 1901 se incorporó al ejército la ametralladora inglesa Maxim. En 1902 se crea el primer regimiento motorizado. La guerra ruso-japonesa de 1904-1905 supuso la constatación de lo inadecuado del planteamiento del ejército ruso ante la guerra moderna, las trincheras y las ametralladoras pesadas. Los artilleros rusos utilizaron por primera vez el goniómetro y el periscopio, disparando contra posiciones cerradas. También fue creado durante la guerra el primer mortero, diseñado por Leonid Gobiato.
Tras la guerra continuó el rearme, adquiriéndose una variante del fusil Mosin-Nagant y la ametralladora Maxim M1910, así como nuevas piezas de artillería. En cuanto a las pistolas, pese a la gran producción de los revólveres Nagant M1895, el estado no supo aprovisionar convenientemente al cuerpo de oficiales. En 1907 los oficiales podían adquirir legalmente por cuenta propia pistolas de 9 mm FN Modelo 1903 y Parabellum, y a partir de abril de 1912, la Steyr M1909 y la Mauser M1910 de 6,35 mm. Los pilotos llevaban la Mauser C96 de 7,63 mm y muchos oficiales usaban por cuenta propia revólveres Smith & Wesson y pistolas Colt M1911. Esta diversidad de armas auxiliares y calibres sería un grave problema una vez iniciada la Primera Guerra Mundial en cuanto a su mantenimiento y provisión de munición.
En 1911 se creó la aviación militar y a partir de entonces inició un lento crecimiento. En 1913 se aprobó un proyecto para aumentar en un 39 % el tamaño del ejército y rearmarlo al completo (se preveía su fin en 1917), pero no fue iniciado por el comienzo de la Primera Guerra Mundial. En 1913 en el Imperio ruso había cuatro pequeñas fábricas y dos talleres para la producción y montaje de aviones y no sería hasta mayo de 1914 que el ministerio de Guerra dispuso la construcción de 292 aviones. En 1914 se desarrolló el primer cañón antiaéreo ruso, el cañón antiaéreo M1914/15 76 mm, aunque no se puso a disposición del ejército en campaña hasta el año siguiente. Hasta el fin de la guerra se produjeron 72 cañones antiaéreos.
El ingeniero Vasili Mendeléyev inició el diseño de un vehículo blindado automotriz en 1911, pero los primeros automóviles blindados no aparecerían en el armamento del ejército ruso hasta 1914, tras el comienzo de la Gran Guerra. En mayo de 1915 se construía la tanqueta Vezdejod, aunque hasta el final de la guerra el gobierno zarista no se decidió a introducirlo en el armamento del ejército.
Cabe destacar la insuficiente atención prestada al desarrollo técnico y de ingeniería del ejército. En 1914, antes del comienzo de la guerra, el total del cuerpo de ingenieros militares y técnicos estaba compuesto por 820 personas.
A comienzos de la Primera Guerra Mundial el Ejército Imperial Ruso contaba a 1.350.000 integrantes, que tras la movilización llegaron a ser 5.338.000 personas, entre el armamento había 6.848 cañones ligeros y 240 pesados, 4.157 ametralladoras, 4.519.700 fusiles, 263 aviones desarmados (de ellos 224 como parte de los escuadrones de aviación) y 14 dirigibles. Tras concluirse la movilización se recibieron más de 4 mil coches (475 de carga y 3.562 automóviles ligeros). Las reservas de proyectiles eran de 1.000-1.200 proyectiles por pieza de artillería. A finales de noviembre de 1914 ya se notaba la crisis de suministros de armamento, pues la industria del Imperio ruso era incapaz de satisfacer las necesidades del ejército. En cuanto a los fusiles, el ejército empleaba, además del reglamentario Mosin-Nagant, los fusiles japoneses Arisaka Tipo 30 (1897) y Tipo 38 (1905), los austrohúngaros Mannlicher M1888 y Mannlicher M1895, los alemanes Mauser de 1888 y 1898 y otras variantes, además de algunos fusiles obsoletos como el estadounidense Berdan n.º 2 (1870), el francés Gras 1874, el Gras-Kropatschek 1874/85 o el Vetterli-Vitali M1870/87. Se intentó subsanar la falta de fusiles con importaciones, pero se estima que hubo una carencia del 35 %. Asimismo, la industria rusa no era capaz de cubrir las necesidades de ametralladoras del ejército, por lo que se compraron 6.100 ametralladoras ligeras francesas Chauchat C.S.R.G. y 14.850 Colt-Browning M1895 estadounidenses, pero para el 1 de enero de 1917 sólo se cubría el 12 % de las necesidades del ejército. En cuanto a la munición, de los 150 millones de cartuchos mensuales que necesitaba el ejército en 1915 se pasó a 350 millones mensuales a mediados de 1917, sin embargo la industria del Imperio ruso en noviembre de ese año conseguía producir 150 millones mensuales, por lo que se contrató el suministro británico y estadounidense de munición, que empezó a llegar en 1916, faltando unos 50 millones de cartuchos por mes. También hubo escasez en la munición para la artillería entre noviembre de 1914 y finales de 1916.
Tras el inicio de los combates se incorporó nuevo armamento al ejército. En 1915 comenzó a usarse la máscara antigás Zelinski-Kummant y a mediados de 1916, los cascos franceses Adrian y los fusiles Avtomat Fiódorova. También se realizaron innovaciones en la táctica militar. La guerra de trincheras hacía muy necesario el apoyo de las acciones de los zapadores, que estaban armados con carabinas, revólveres y machetes que se utilizaban como picos y granadas de mano, además de palas para el atrincheramiento de los soldados y cizallas para el corte del alambre de púas. Este tipo de combate hizo inútil a la caballería.
El insuficiente desarrollo relativo de los ferrocarriles era un impedimento para el desplazamiento rápido de tropas y su abastecimiento. El uso prioritario del ferrocarril para las necesidades del frente (el ejército confiscó un tercio de todos los medios de transporte al inicio de la guerra) empeoró visiblemente el abastecimiento de las ciudades.
Al comenzar la guerra el Imperio alemán bloqueaba el mar Báltico y el Imperio otomano los Dardanelos y el Bósforo, la salida del mar Negro. El puerto principal para la recepción de mercancías fue Arjánguelsk (helado de noviembre a marzo) y Múrmansk, que no se hiela, ambos en el mar Blanco pero que en 1914 aún no estaba conectado por ferrocarril con el centro del Imperio. El tercer puerto en importancia, Vladivostok, estaba demasiado alejado. Una de las medidas de la Comisión Especial de Defensa era la conversión del ferrocarril de vía estrecha Arjánguelsk-Vólogda al ancho de vía regular ruso, lo que permitió triplicar el volumen de carga del ferrocarril. Asimismo se inició la construcción del ferrocarril a Múrmansk que no se completaría hasta enero de 1917.
Tras la revolución de Febrero de 1917, los cambios políticos afectaron a la dirección y el abastecimiento del ejército, así como a su moral, creciendo el desgaste por la guerra. En las fuerzas armadas se dieron procesos democratizadores que buscaban la igualdad de derechos de los soldados con la población civil, cambiando su nombre por "Ejército Revolucionario de la Rusia libre".
El 14 de marzo de 1917 (un día antes de la abdicación del zar Nicolás II de Rusia), el Sóviet de Petrogrado publicó la Orden n.º 1 que anulaba el principio de dirección única del ejército e instituía soviets de soldados en las unidades militares y en los tribunales. Este hecho contribuyó a la baja de la moral del ejército y al crecimiento de la deserción. Paralelamente a las de los soldados, se comenzaron a formar organizaciones de oficiales. Para combatir la indisciplina en el ejército se crearon las "unidades de choque".
El 19 de junio de 1917 el Gobierno provisional permitió la creación de unidades militares de mujeres voluntarias, creándose dos días después la primera subdivisión femenina bajo el mando de María Bochkariova.
Con autorización del Gobierno provisional comenzó la formación de unidades militares nacionales. El 2 de junio de 1917, el 34 cuerpo militar del general Pavló Skoropadski se convirtió en el 1.er cuerpo ucraniano. En julio de 1917 sobre la base de partes del distrito militar de Kiev se formó el 1.er cuerpo polaco, cuyo mando aceptó el 6 de agosto de ese año el general Józef Dowbor-Muśnicki.
A mediados de 1917 en el ejército había 13 secciones motorizadas con 300 vehículos blindados y 7 trenes blindados ligeros, para el transporte de artillería ligera y ametralladoras.
Para octubre de 1917 eran 10 millones de soldados con los que contaba el ejército, aunque en el frente sólo se hallaba un 20 % del total.
La guerra fue una nefasta situación para el Imperio Ruso, para su economía y para la población (durante la guerra se movilizó a 19 millones de personas, lo que produjo consecuencias catastróficas para la economía del país). Durante la guerra el ejército sufrió un gran número de bajas.
Tras la Revolución de octubre de 1917, el Consejo de Comisarios del Pueblo y el Comité Ejecutivo Central Panruso aprobaron el 16 de diciembre de 1917 los decretos "Sobre el principio electivo y la organización del poder en el ejército", por el que definitivamente el poder en el ejército no recaía exclusivamente en los mandos sino también en los comités, sóviets y congresos tenían su parte en el poder, al introducirse la electividad de los mandos, y "Sobre la igualdad de derechos de todos los militares", por el que se anulaban todas las graduaciones militares y condecoraciones. Estos dos decretos pusieron fin a la existencia del antiguo Ejército Imperial, que se hizo definitiva con la creación, el 28 de enero de 1918 del nuevo Ejército Rojo de Obreros y Campesinos.

## Rangos e insignias

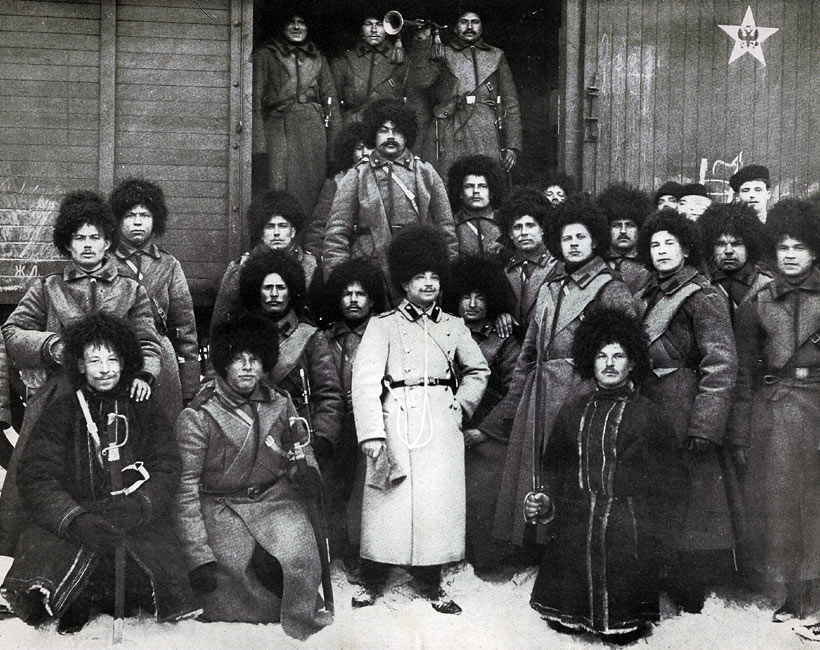
23.ª Brigada de artillería en viaje desde Gátchina al frente japonés y Manchuria en invierno de 1904.

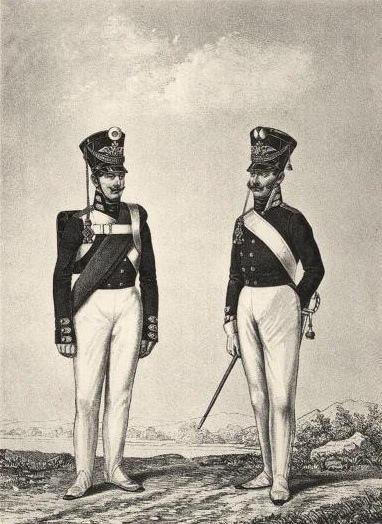
Kanonir y Feuerwerker, 1809-1810.

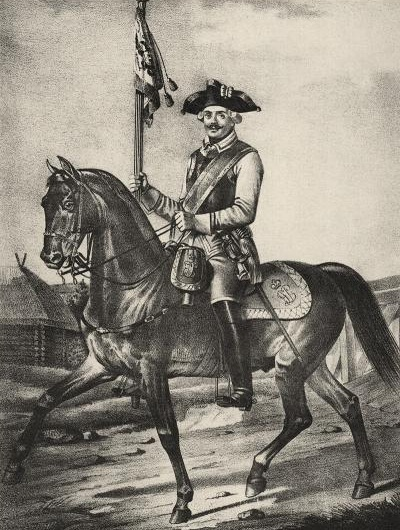
Corneta (1756-1762).

| Infantería                               | Artillería                               | Caballería                | Hueste cosaca                                                | Insignia                  |
| Soldados rasos (Riadovye)                | Soldados rasos (Riadovye)                | Soldados rasos (Riadovye) | Soldados rasos (Riadovye)                                    | Soldados rasos (Riadovye) |
| ---------------------------------------- | ---------------------------------------- | ------------------------- | ------------------------------------------------------------ | ------------------------- |
| Riadovói                                 | Kanonir                                  | Riadovói                  | Cosaco                                                       | 150px                     |
| Gefreiter                                | Bombardir                                | Gefreiter                 | Prikazni                                                     |                           |
| Suboficiales (Unter-ofitser)             |                                          |                           |                                                              |                           |
| Unter-ofitser juvenil (Mladshi)          | Feuerwerker juvenil                      | Unter-ofitser juvenil     | Uriádnik juvenil                                             |                           |
| Unter-ofitser veterano (Starshi)         | Feuerwerker veterano                     | Unter-ofitser veterano    | Uriádnik veterano                                            |                           |
| Feldwebel                                | Feldwebel                                | Wachtmeister              | Wachtmeister                                                 |                           |
| Podpráporshchik                          | Podpráporshchik                          | —                         | Podjoruzhni                                                  |                           |
| Zauriad-práporshchik                     | Zauriad-práporshchik                     | —                         | —                                                            |                           |
| Oficiales superiores (Ober-ofitser)      |                                          |                           |                                                              |                           |
| Práporshchik (sólo en tiempos de guerra) | Práporshchik (sólo en tiempos de guerra) | —                         | —                                                            |                           |
| Podporúchik                              | Podporúchik                              | Kornet                    | Joruzhni                                                     |                           |
| Porúchik                                 | Porúchik                                 | Porúchik                  | Sótnik                                                       |                           |
| Stabskapitän                             | Stabskapitän                             | Stabsrittmeister          | Podyesaúl                                                    |                           |
| Kapitan                                  | Kapitan                                  | Rittmeister               | Yesaúl                                                       |                           |
| Oficiales de campo (Shtabs-ofitser)      |                                          |                           |                                                              |                           |
| Mayor (anulado en 1884)                  | Mayor (anulado en 1884)                  | Mayor (anulado en 1884)   | Voiskovói starshiná (hasta 1884)                             |                           |
| Podpolkóvnik                             | Podpolkóvnik                             | Podpolkóvnik              | 'Podpolkovnik (hasta 1884); Voiskovói starshiná (desde 1885) |                           |
| Polkóvnik                                |                                          |                           |                                                              |                           |
| Generales                                |                                          |                           |                                                              |                           |
| Mayor general                            |                                          |                           |                                                              |                           |
| General-leitenant                        |                                          |                           |                                                              |                           |
| General de infantería                    | General de artillería                    | General de caballería     | General de caballería                                        |                           |
| Generalfeldmarschall                     |                                          |                           |                                                              |                           |

## Galería fotográfica

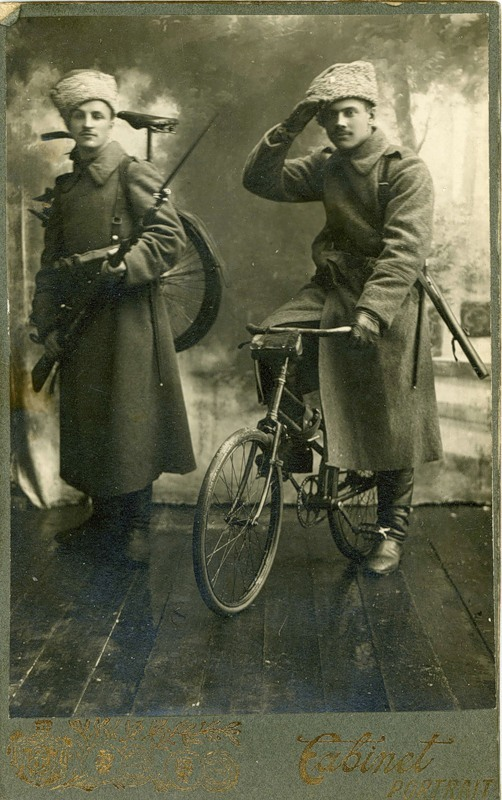
Soldados rusos con bicicleta (1910-1916).
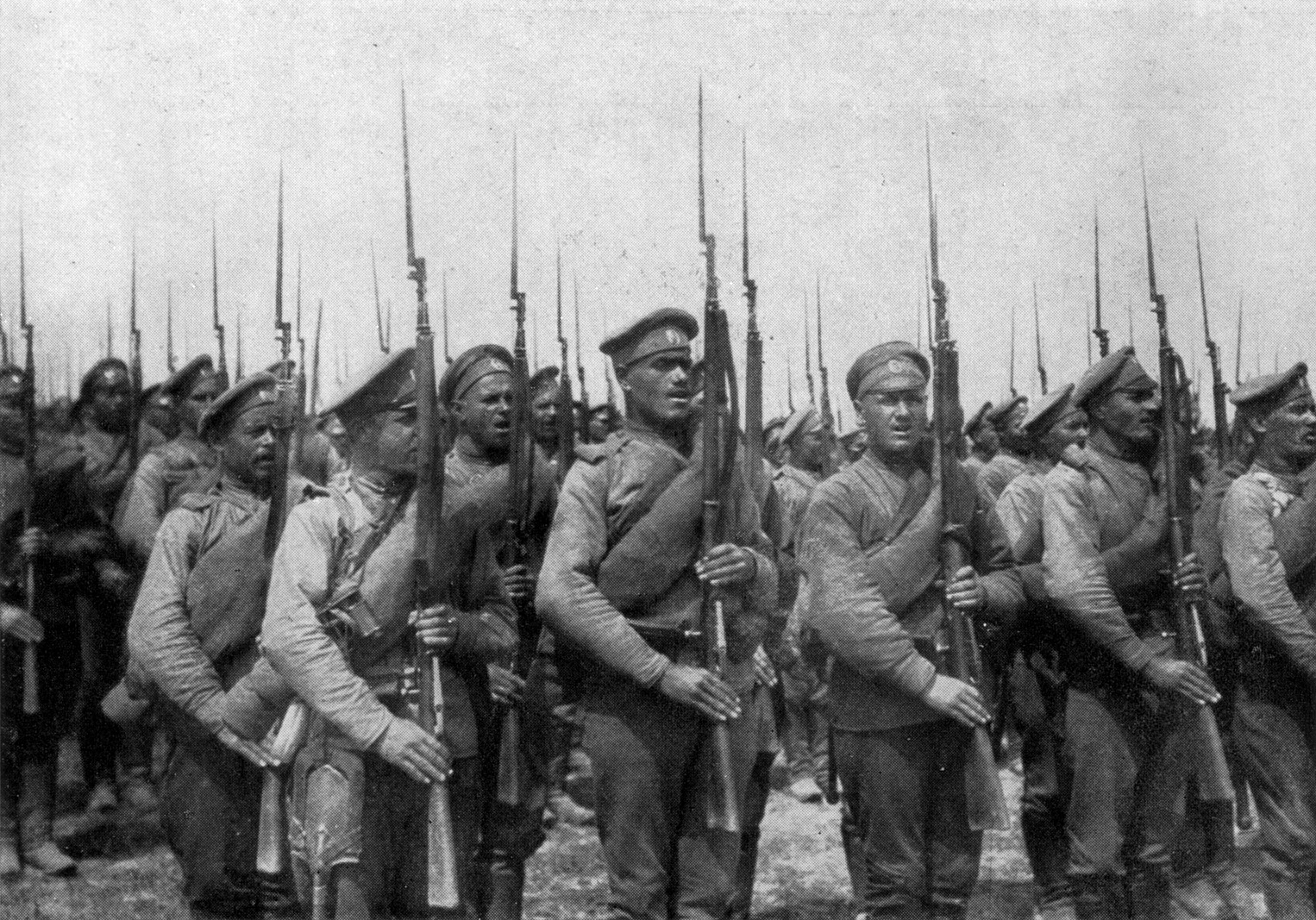
Infantería rusa en la Primera Guerra Mundial.
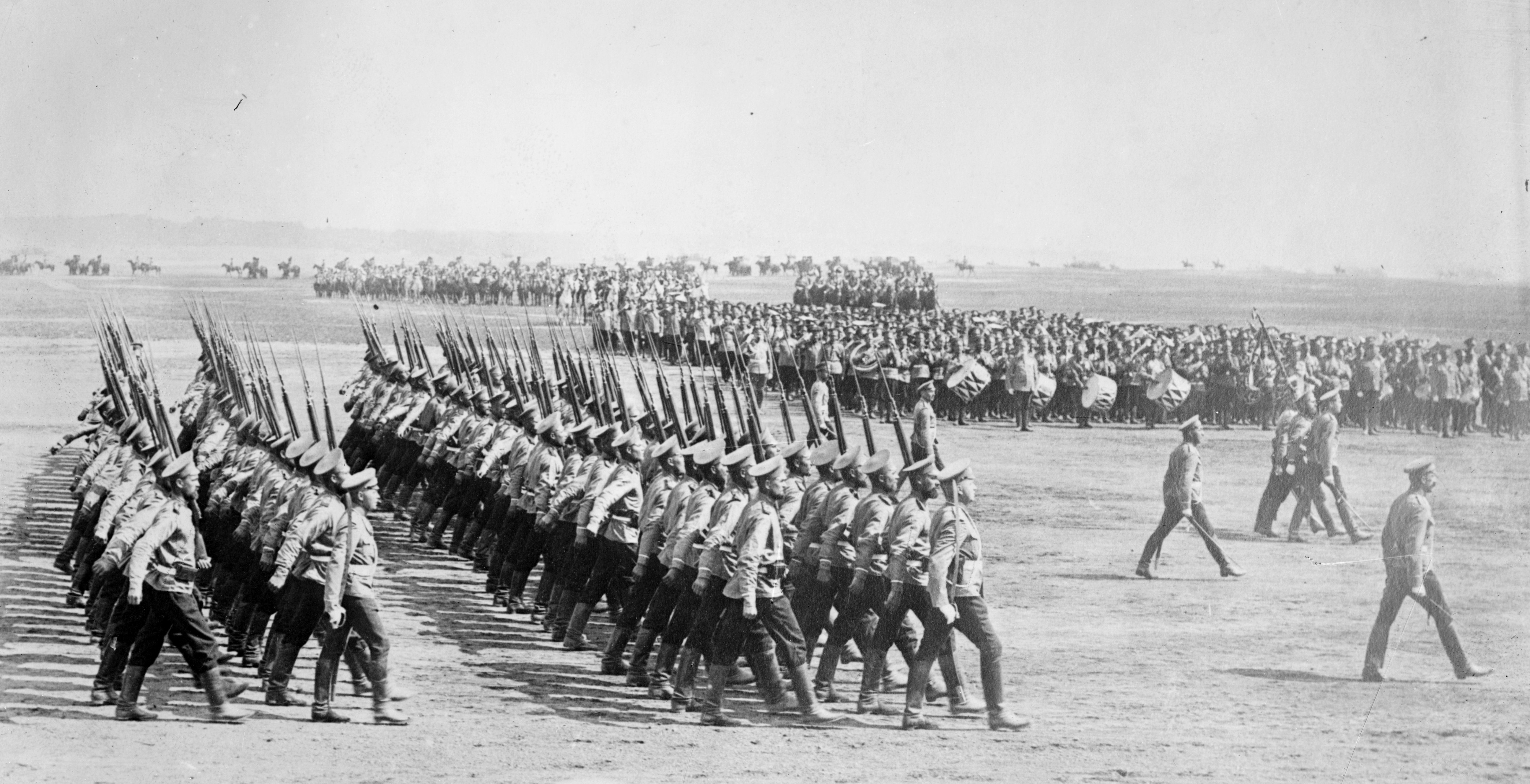
Infantería rusa.
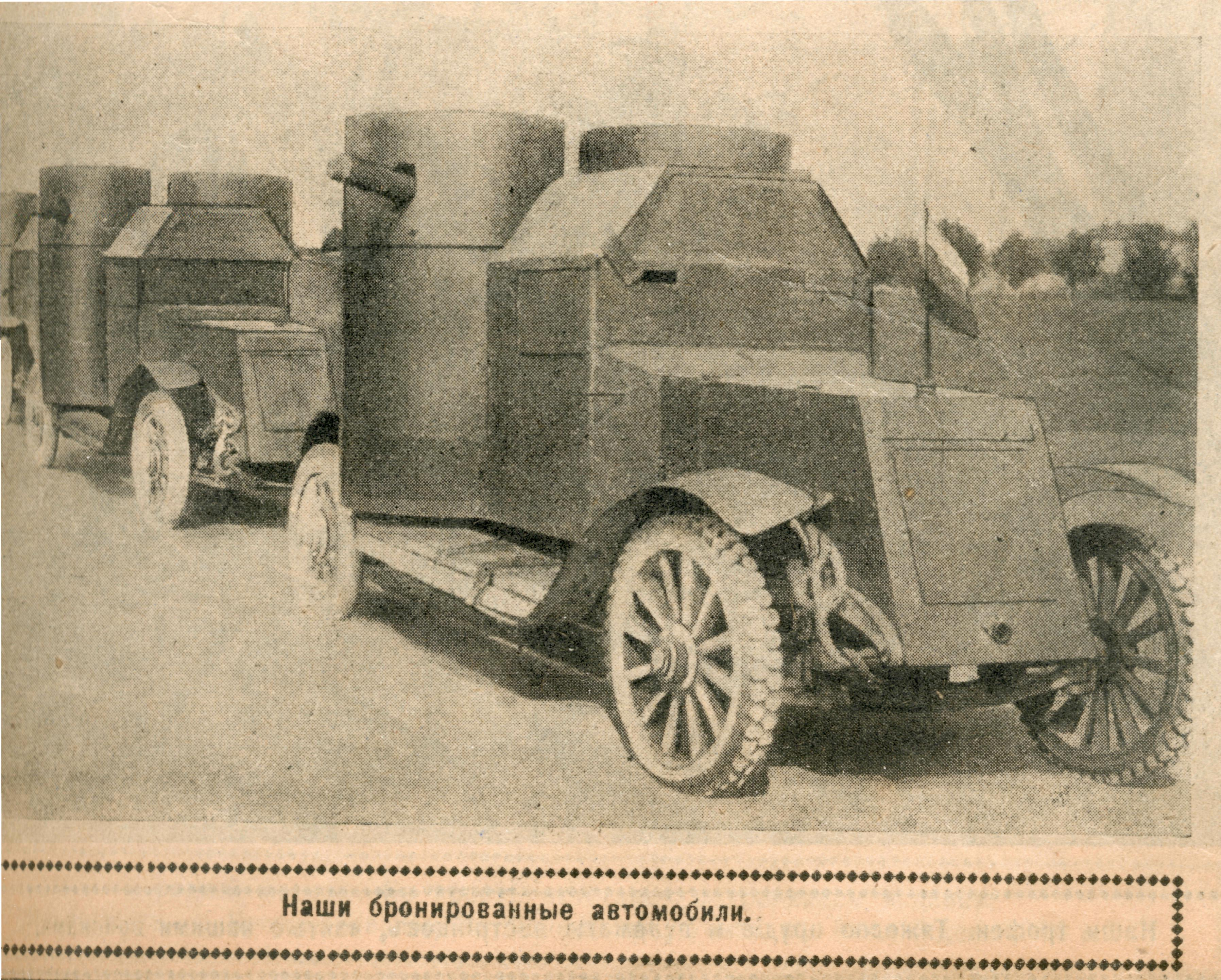
Automóvil blindado Austin (1916).
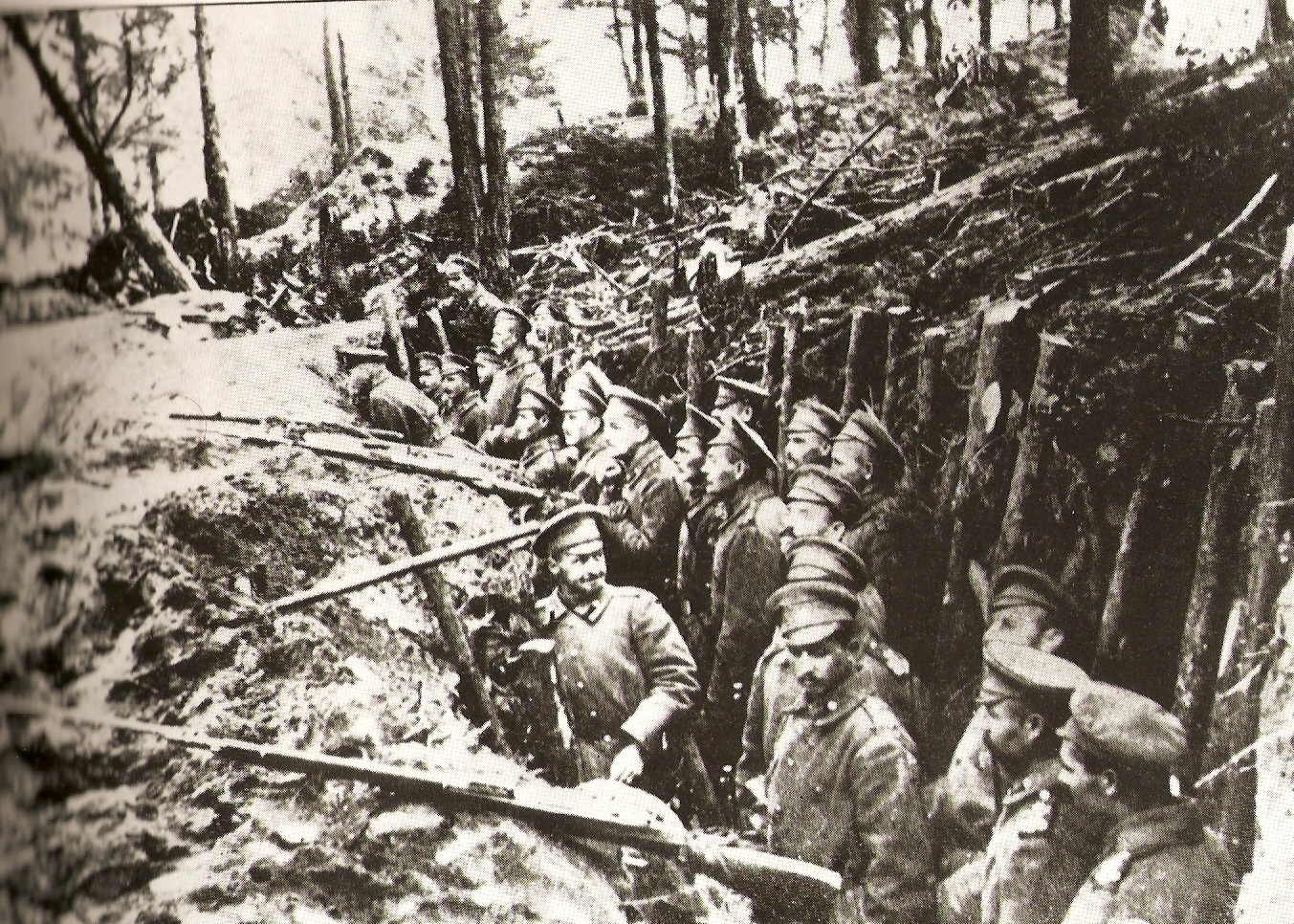
Trincheras rusas en los bosques de Sarikamish.
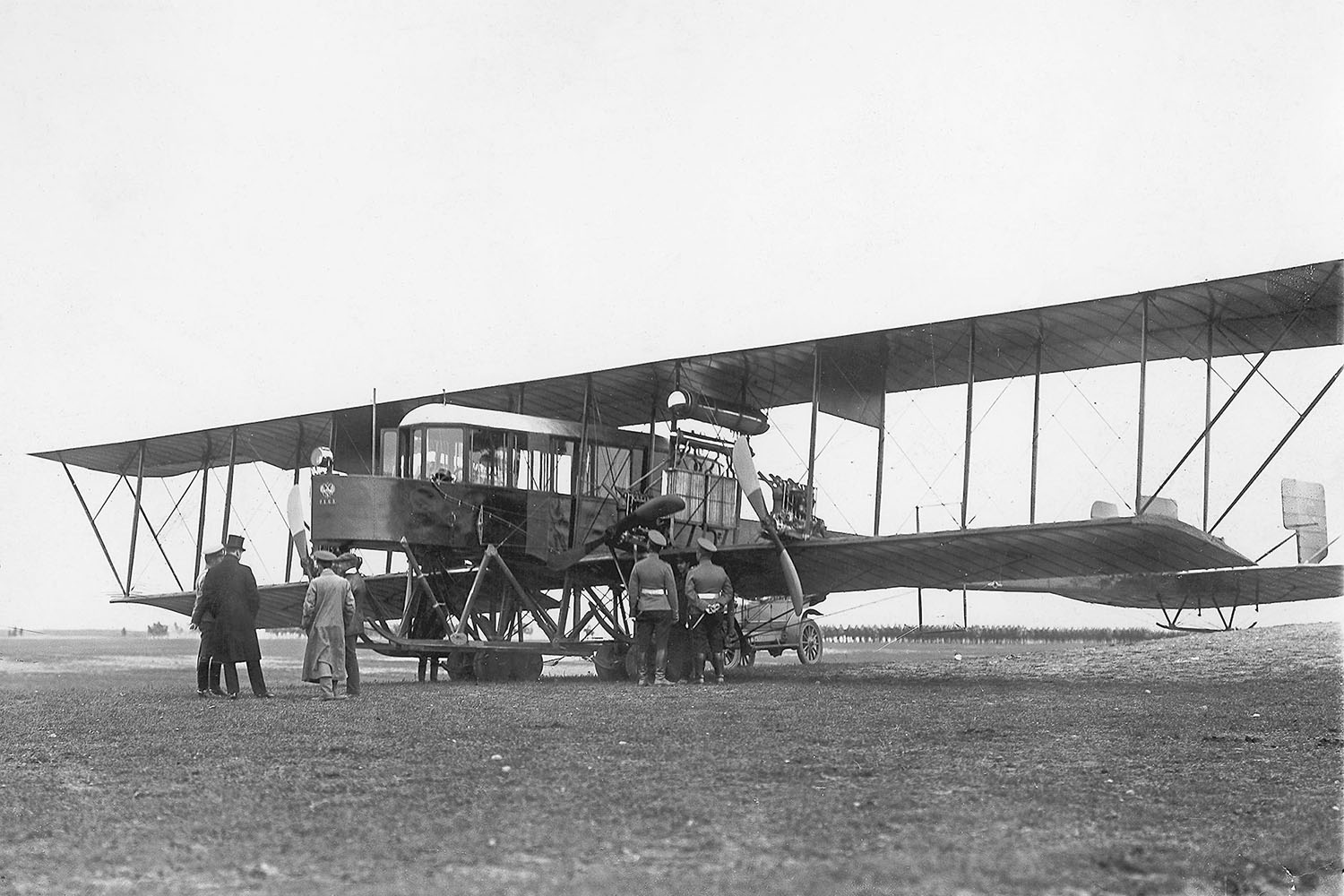
El avión Russki Vítyz diseñado por I.Sikorski.